# Prenocephale
El Prenocephale és un gènere de dinosaure paquicefalosàurid que va viure al Cretaci superior (des del Campanià fins al Maastrichtià) i era similar en molts sentits al seu parent proper, Homalocephale. Els Prenocephale probablement pesaven uns 130 kg i feien uns 2,4 metres de longitud.